# Lente de Lüneburg

Corte de la lente Luneburg, con azul que muestra el índice de refracción.

La lente de Lüneburg es una lente esférica que tiene la propiedad de concentrar los rayos de una onda plana incidente en un punto de su superficie.
El punto donde se concentran los rayos está diametralmente opuesto a la dirección de incidencia. Como la esfera tiene simetría de revolución, la propiedad se cumple con independencia de la dirección de incidencia.
La lente tiene un índice de refracción variable {\textstyle n={\sqrt {2-r^{2}/r_{0}^{2}}}} , donde {\displaystyle r_{0}} es el radio de la esfera y {\displaystyle r} la distancia desde el centro. En el centro el índice de refracción vale {\displaystyle {\sqrt {2}}} y disminuye gradualmente hasta la periferia, donde vale 1.
En óptica es difícil conseguir este control de los materiales, pero a frecuencias de microondas es más fácil, y de hecho se utilizan lentes de Luneberg modificadas como reflectores retrodirectivos para radar. Para ello se recubre la semiesfera posterior con un material reflectante (aluminio o cobre, por ejemplo), y así la onda incidente y reflejada tienen la misma dirección.